# John Francis Dillon
John Francis Dillon (New York, 13 luglio 1884 – Los Angeles, 4 aprile 1934) è stato un regista e attore statunitense.
Regista del cinema muto, diresse film dal 1914 fino al 1934 e apparve, nello stesso periodo, in 74 pellicole. Era fratello di Robert A. Dillon, anche lui regista.

## Biografia
Nato a New York nel 1884, cominciò la sua carriera cinematografica come attore nel 1911, apparendo in un cortometraggio diretto da David W. Griffith. Il suo primo film, The Key to Yesterday, lo diresse nel 1914 per la Favorite Players Film Co. Passò poi a lavorare per altre case di produzione, come la Triangle Film Corporation e la Nestor Film Company.

## Filmografia parziale

### Regista

#### 1914
- The Key to Yesterday - mediometraggio (1914)
- His Taking Ways

#### 1915
- Cats, Cash and a Cook Book
- Curing Father
- Deserted at the Auto
- One to the Minute
- Almost a Widow – cortometraggio (1915)
- Johnny the Barber
- Anita's Butterfly
- Two Hearts and a Thief – cortometraggio (1915)
- Kiddus, Kids and Kiddo

#### 1916
- Getting in Wrong
- Some Night
- Bungling Bill's Burglar
- Walk This Way – cortometraggio (1916)
- Paddy's Political Dream
- Igorrotes, Crocodiles and a Hat Box
- Heaven Will Protect a Woiking Goil
- Too Much Married (1916)
- Love, Dynamite and Baseballs
- More Truth Than Poetry
- Bungling Bill's Peeping Ways
- Search Me!
- The Lion Hearted Chief
- Bungling Bill, Detective
- Knocking Out Knockout Kelly
- A Mix-Up in Photos
- Slipping It Over on Father
- Bungling Bill, Doctor
- A Mixup at Rudolph's
- Chinatown Villains
- National Nuts
- Nailing on the Lid
- His Blowout
- Delinquent Bridegrooms
- The Iron Mitt
- When Papa Died
- Just for a Kid
- Hired and Fired
- A Deep Sea Liar (1916)
- For Ten Thousand Bucks
- Bungling Bill's Dress Suit – cortometraggio (1916)

#### 1917
- A Male Governess
- A Bachelor's Finish – cortometraggio (1917)
- Hobbled Hearts
- A Berth Scandal

- Il turbine del passato (Indiscreet Corinne) (1917)

#### 1918
- La scelta di Betty (Betty Takes a Hand) (1918)
- Limousine Life (1918)
- Dramma tra i milioni (Heiress for a Day) (1918)
- Nancy Comes Home
- The Love Swindle (1918)
- Chi la dura la vince (Beans) (1918)
- She Hired a Husband

#### 1919
- Tapering Fingers
- A Taste of Life (1919)
- The Flip of a Coin
- Il furto di Doris (The Silk-Lined Burglar) (1919)
- Green-Eyed Johnny (1919)
- The Follies Girl (1919)
- A Prisoner for Life (1919)
- Prigioniera d'amore (Love's Prisoner) (1919)
- Happy Returns
- Temporary Alimony – cortometraggio (1919)
- The Tea Hound
- Ladro per amore (Burglar by Proxy) (1919)

#### 1920
- Sogno e realtà (Suds) (1920)
- The Right of Way (1920)
- Blackbirds (1920)

#### 1921
- The Plaything of Broadway (1921)
- Children of the Night (1921)
- The Roof Tree (1921)

#### 1922
- Gleam O'Dawn
- The Yellow Stain
- Reporter di bambù (The Cub Reporter) (1922)
- Calvert's Valley
- Man Wanted (1922)

#### 1923
- La donna dal mantello a scacchi (The Broken Violin) (1923)
- The Self-Made Wife (1923)
- The Huntress, co-regia di Lynn Reynolds (1923)
- Giovinezza ardente (Flaming Youth) (1923)

#### 1924
- Amore di domani (Lilies of the Field) (1924)
- The Perfect Flapper
- Flirting with Love

#### 1925
- If I Marry Again
- One Way Street (1925)
- Chickie
- The Half-Way Girl
- We Moderns

#### 1926
- Too Much Money
- Don Juan's Three Nights (1926)
- Midnight Lovers
- Love's Blindness

#### 1927
- The Sea Tiger
- The Prince of Headwaiters
- Smile, Brother, Smile
- The Crystal Cup
- Man Crazy

#### 1928
- The Noose
- Veglia di Capodanno (The Heart of a Follies Girl) (1928)
- L'ora nera (Out of the Ruins) (1928)
- I mari scarlatti (Scarlet Seas) (1928)

#### 1929
- La ballerina del Ritz (Children of the Ritz) (1929)
- Fiamme di passione (Careers) (1929)
- Nell'ora suprema (Fast Life) (1929)
- Sally (1929)

#### 1930
- Spring Is Here
- Le rose della castellana (Bride of the Regiment) (1930)
- The Girl of the Golden West (1930)
- One Night at Susie's
- Il mendicante di Bagdad (Kismet) (1930)

#### 1931
- Millie (1931)
- The Finger Points
- The Reckless Hour
- The Pagan Lady

#### 1932
- Behind the Mask
- The Cohens and Kellys in Hollywood
- Man About Town (1932)
- Sangue ribelle (Call Her Savage) (1932)

#### 1933
- Humanity  (1933)
- 'Tis Spring

#### 1934
- The Big Shakedown (1934)

### Attore
- The Chief's Daughter, regia di David W. Griffith – cortometraggio (1911)
- Three Friends, regia di David W. Griffith – cortometraggio (1913)
- The Man in the Couch, regia di Edward Dillon – cortometraggio (1914)
- The Political Boss, regia di Carlyle Blackwell – cortometraggio (1914)
- Bess the Detectress in the Dog Watch, regia di Allen Curtis – cortometraggio (1914)
- Shannon of the Sixth, regia di George Melford (1914)
- A Dramatic Mistake – cortometraggio (1914)
- The Rajah's Vow, regia di George Melford – cortometraggio (1914)
- The Primitive Instinct, regia di George H. Melford – cortometraggio (1914)
- The Key to Yesterday, regia di John Francis Dillon (1914)
- The Bold Banditti and the Rah, Rah Boys, regia di Marshall Neilan – cortometraggio (1914)
- When His Lordship Proposed, regia di Al Christie (1915)
- A Maid by Proxy, regia di Al Christie (1915)
- It Might Have Been Serious, regia di Al Christie (1915)
- Nellie the Pride of the Fire House – cortometraggio (1915)
- Taking Her Measure – cortometraggio (1915)
- His Wife's Husband, regia di Al Christie – cortometraggio (1915)
- Down on the Farm, regia di Al Christie – cortometraggio (1915)
- It Happened on Friday, regia di Al Christie – cortometraggio (1915)
- Mixed Values, regia di Edward Dillon – cortometraggio (1915)
- His Only Pants, regia di Eddie Lyons – cortometraggio (1915)
- The Baby's Fault, regia di Al Christie – cortometraggio (1915)
- A Mixed Up Elopement, regia di Al Christie – cortometraggio (1915)
- All in the Same Boat, regia di Al Christie – cortometraggio (1915)
- Ethel's New Dress, regia di Edward Dillon – cortometraggio (1915)
- His Nobs the Duke, regia di Al Christie – cortometraggio (1915)
- Almost a King, regia di Al Christie – cortometraggio (1915)
- Wanted... A Chaperone, regia di Eddie Lyons – cortometraggio (1915)
- Following Father's Footsteps, regia di Al Christie – cortometraggio (1915)
- When Cupid Crossed the Bay, regia di Al Christie – cortometraggio (1915)
- With Father's Help, regia di Al Christie – cortometraggio (1915)
- Too Many Crooks, regia di Al Christie – cortometraggio (1915)
- The Rise and Fall of Officer 13, regia di Horace Davey – cortometraggio (1915)
- It Happened While He Fished, regia Horace Davey – cortometraggio (1915)
- Dan Cupid: Fixer, regia di Horace Davey – cortometraggio (1915)
- Kids and Corsets, regia di Horace Davey – cortometraggio (1915)
- A Maid and a Man, regia di Horace Davey – cortometraggio (1915)
- He Fell in a Cabaret, regia di Edmund Breese – cortometraggio (1915)
- Molly's Malady, regia di Horace Davey – cortometraggio (1915)
- A Desert Honeymoon, regia di Romaine Fielding – cortometraggio (1915)
- One to the Minute, regia di John Francis Dillon – cortometraggio (1915)
- Getting in Wrong, regia di John Francis Dillon – cortometraggio (1916)
- Love, Dynamite and Baseballs
- More Truth Than Poetry
- The Lion Hearted Chief
- Henry's Little Kid
- A Bachelor's Finish, regia di John Francis Dillon (1917)
- Hobbled Hearts
- A Berth Scandal
- Her Finishing Touch, regia di John Francis Dillon (1917)
- A Dishonest Burglar
- Twin Troubles
- Wheels and Woe
- A Burglar's Bride
- Aired in Court
- His Sudden Rival
- A Hotel Disgrace
- A Warm Reception
- His Taking Ways
- Their Husband
- Green-Eyed Johnny, regia di John Francis Dillon (1919)
- The Tea Hound
- Burglar by Proxy
- Cappy Ricks
- Without Compromise
- For His Sake, regia di John S. Lawrence (1922)
- Double Dealing
- La voragine splendente (The Dangerous Maid), regia di Victor Heerman (1923)
- The Test of Donald Norton, regia di B. Reeves Eason (1926)
- Smile, Brother, Smile
- Temptations of a Shop Girl
- One Yard to Go, regia di William Beaudine (1931)